# Erich Hagemann
Erich Hagemann (geboren 29. Juli 1875 in Hannover; gestorben 3. Mai 1936 ebenda) war ein deutscher Ornithologe und Phykologe. Er zählt zu „den Vorkämpfern des Naturschutzes“ in der Region Hannover.

## Leben
Hagemann wurde 1875 als Sohn des in Hannover tätigen Kaufmanns Carl Hagemann geboren. Väterlicherseits stammte er aus einem niedersächsischen Bauerngeschlecht aus der Gegend von Münder am Deister. Einer seiner Vorfahren siedelte im Jahr 1800 nach Hannover über. Seine Familie mütterlicherseits lässt sich als Linie höherer hannoverscher Verwaltungsbeamter und Offiziere bis zurück zum Dreißigjährigen Krieg verfolgen.
Hagemann besuchte das Realgymnasium I zu Hannover bis zur Obersekundareife und durchlief danach eine Ausbildung zum Kaufmann in Magdeburg. Anschließend arbeitete er kurzzeitig in Hannover im väterlichen Unternehmen J . C . Hagemann, ein 1830 als Eisenwaren-Großhandlung gegründetes Familienunternehmen in dem mit einem großen herrschaftlichen Wappen geschmückten Haus Schmiedestraße 30. Bald darauf ging er für drei Jahre nach London und Paris, um dort seine kaufmännischen Kenntnisse zu erweitern.
Nachdem er schon in seiner Jugend eine Neigung zum Dienst an der Natur entwickelt hatte, wurde er 1902 Mitglied der Naturhistorischen Gesellschaft Hannover, der er viele Jahre bis zu seinem Tod als Kassenwart im Vorstand der Gesellschaft diente.
Unterdessen war er 1904 als Teilhaber in das Familienunternehmen J. C. Hagemann eingetreten. Aus seiner 1906 geschlossenen Ehe gingen zwei Söhne hervor.
Im Ersten Weltkrieg diente Hagemann im Landsturm. 1919 trat er aus dem väterlichen Unternehmen aus, erlebte dann aber „beruflich Mißgeschick und Enttäuschungen.“ So ging er ab Mitte der 1920er Jahre fast ausschließlich nur noch naturwissenschaftlichen Studien und Arbeiten nach.
Hagemann gab zudem die Jahresberichte der Naturhistorischen Gesellschaft zu Hannover heraus. Daneben engagierte er sich insbesondere im Vogelschutz, diente – ebenfalls als Vorstand – im Hannoverschen Vogelschutz-Verein. Nachdem dieser ihn 1931 zum Ehrenmitglied ernannt hatte, übernahm er im Januar 1933 die Leitung als Vorsitzender der Organisation.
Große Verdienste erwarb sich Hagemann zudem „um die sorgsamste Ordnung großer Vogel- und Pflanzensammlungen“ im Niedersächsischen Landesmuseum.
Insbesondere setzte er sich für die Erhaltung des Altwarmbüchener Moores ein. Hagemann, der sich bedeutende wissenschaftliche Sonderkenntnisse in der Algenforschung erworben hatte, erarbeitete, zum Teil gemeinsam mit Hermann von Alten, mehrere überregional beachtete Algenübersichten. Auch organisierte er von ihm geführte Lehrwanderungen in die Natur. Auf dem Weg zu einer der von ihm geplanten Wanderungen starb er am 3. Mai 1936 durch einen Herzinfarkt im Alter von 60 Jahren.